# Championnats d'Europe de skeleton 2018
Navigation
Édition précédente Édition suivante
Les championnats d'Europe de skeleton 2018, vingt-quatrième édition des championnats d'Europe de skeleton, ont lieu le 15 décembre 2017 à Igls, en Autriche. 
L'épreuve masculine est remportée pour la neuvième fois consécutive par le Letton Martins Dukurs devant le Russe Nikita Tregubov et l'Allemand Axel Jungk tandis que la Russe Elena Nikitina gagne l'épreuve féminine devant l'Allemande Jacqueline Lölling et l'Autrichienne Janine Flock.